# Pithovirus sibericum
Pithovirus este un gen de virusuri giganți din care este cunoscută o singură specie, Pithovirus sibericum. Virusul a fost descris prima dată în martie 2014.

## Descoperire
Pithovirus sibericum a fost descoperit în mostre de permafrost colectate în regiunea Chukotka din nord-estul Siberiei. 

## Descriere
Pithovirus sibericum are o lungime de 1,5 microni și un diametru de 0,5 microni, fiind încardat în categoria virusurilor giganți (virusuri ce pot fi observați cu un microscop obișnuit). Virusul are o diversitate genetică mult mai mare decât în mod obișnuit, conținând 500 de gene. Pentru comparație, virusul HIV are 12 gene. Prin modul în care se reproduce, Pithovirus sibericum se deosebește de alte vurisuri mari cunoscute, cercetătorii declarându-l primul membru al unei noi familii de virusuri.